# Milites Templi
Milites Templi (Latijn voor Soldaten van de Tempel) was een pauselijke bul, uitgevaardigd door paus Celestinus II op 9 januari 1144, waarin de clerus opgedragen werd om de Tempeliers te beschermen en de gelovigen aangemoedigd werden om bij te dragen aan hun zaak, waarvoor zij een aflaat ontvingen. 
De bul stond de Tempeliers toe om hun eigen inzamelingen te doen, eenmaal per jaar, zelfs in gebieden die onder interdict stonden. Door de hoge opkomst bij missen die door de orde werden georganiseerd kwamen veel aanhangers die grote geldbedragen stortten. Dit leidde tot grote afgunst bij lokale geestelijken die door het interdict niet in staat waren bedragen in te zamelen.
De Milites Templi is een van de belangrijkste pauselijke bullen die betrekking hebben op de Tempelorde, en samen met Omne Datum Optimum (1139) en Militia Dei (1145) vormde het document de basis voor de toekomstige rijkdom en succes van de Orde.